# Mat (fumettista)
Mat, pseudonimo di Marcel Turlin (Parigi, 19 ottobre 1895 – Nantes, 29 settembre 1982), è stato un illustratore e fumettista francese.

## Biografia
Orfano di padre e madre, cresce nella casa dalla nonna materna ed è stato costretto per aiutare la famiglia a lavorare già da adolescente. Con l’inizio della prima guerra mondiale fu richiamato alle armi partecipando in prima linea in trincea. Rimase colpito dal gas e trascorse, ricoverato, alcuni mesi in numerosi ospedali. Congedato per motivi di salute lavorò per una casa editrice che aveva la sede nei Grands Boulevards di Parigi e poi come illustratore tecnico presso le fabbriche di aviazione Bellanger  a Levallois. Nel 1917-1918 collaborò, firmando i suoi primi disegni, con la rivista Le Carnet de la Semaine e nel 1919-1920 con il periodico Le Pays.
Nel 1921 iniziò a collaborare con il giornale satirico Canard enchaîné.  Nei dieci anni tra il 1920 e il 1930 collaborò con numerose riviste e quotidiani pubblicando sue opere. I più noti furono: L'Œuvre, L'Aéro, L'Écho des Sports, L'Humanité, Le Journal Amusant, Le Rire, Le Pélican. Le Petit Parisien, Le Matin, Le Petit Journal, Paris-Soir, L'Intransigeant, Le Sport qui pique, Illustrated Sunday, L'Os à Moelle, Les Échos, Vivre, L'Ingénu, Marianne, L'Almanach National e in varie pubblicazioni di Offenstadt.
Mat nel 1930 iniziò a lavorare seriamente nel mondo dei fumetti pubblicando il suo primo racconto Pitchounet, fils de Mariu. Collaborò con i seguenti periodici umoristici e di fumetti francesi: Ric and Rac, l'Intrepid, Hardy!, l'Épatant, Junior, Cri-Cri, Boum!, L'As, Le Petit Illustré e Filette. Durante l'occupazione tedesca della Francia nella seconda guerra mondiale collaborò con la rivista Le Téméraire, periodico stampato nel territorio del governo di Vishy.
Dopo la pubblicazione Oscar le petit canard, il papero creato da Marcel Turlin, Mat diventò uno specialista in racconti con animali. Tra il 1945 e primi anni 60 intraprese una produzione di storie illustrate molto intensa. Lavorò con Vaillant, Wrill, Cap'taine Sabord, France-Soir Jeudi, Fantasia, Pic et Nic, Coq hardi, Journal des Pieds Nickelés, Baby Journal.
Fino al 1976 collaborò per vari periodici dell'editore SPE realizzando varie copertine o illustrazioni di racconti a puntate. Bisogna ricordare che le opere più importanti sono state le realizzazioni dei personaggi di César-Napoléon Rascasse, di Pitchounet,fils de Mariu e d'Oscar le petit canard (tutte degli anni 1930/1941).
Il 7º festival di Angoulême del 1980 gli dedicò una mostra retrospettiva.
Nel 2017 l'editore De Varly iniziò a ripubblicare l'intere opere di Mat. Tuttavia, l'editore successivamente decise di non stampare Les Aventures de Bamboula, una serie basata su storie coloniali, di fronte alle proteste di personalità come il produttore radiofonico Claudy Siar.

## Opere principali
- Les Joyeux Petits Lustucru   1920

### Opere realizzate tra 1930 e il 1944
- Pitchounet, fils de Mariu (1934 - 1939)
- Monsieur Soupolait  (1938- 1940)

- César-Napoléon Rascasse
- Laurel et Hardy
- Les Aventures fantastiques du professeur Soupe
- Monsieur Godichard, Monsieur Toufou
- Nestor Labiscotte et son chien Pouic
- Les Mésaventures d'Arsène inventeur et génie méconnu
- Le Professeur Salsifi
- Le Trappeur d'anchois et Baby Pancrace athlète
- Teddy Mops, ennemi public nº1
- Oscar le petit canard (1941)[16]

### Opere realizzate dal 1945 in poi
- Les Aventures de Biquet et Plouf  (1945 Vaillant)[21]
- Porcinet, le cochon de lait  (1945- 1949 Wrill)
- Les Farces de Tutur et Tatave  (1945 - 1949 Wrill)
- Le Professeur Bigoudi  (1945- 1949 Wrill)
- Les Formidables Exploits de Nestor le corsaire (1947 Cap'taine Sabord)
- Youpla le joyeux kangourou, (1946 France-Soir Jeudi)
- Copertina di Oscar le petit canard   (1946 Fillette; album per Edizioni SPE)
- Les Extraordinaires Aventures du Professor Nénufar (1947 Junior)
- Nouvelles aventures de Monsieur Soupolait (1947 Fantasia)
- Papa Laglobule, Le joyeux vagabond  (1947 Pic et Nic)
- Baby Baluchon, athlète complet, (1947 Coq hardi)[22]
- Le Père Latignasse, Le Joyeux Clochard (1948-1949 Journal des Pieds Nickelés)
- Boubou le petit éléphant (1948 Baby Journal)
- Journal (continuazione di Bambou et Fanfan le petit ours blanc (1949 Cri Cri)
- Le Film complet ( Les Aventures de Filmette, 1950-1951)
- Les Aventures préhistoriques de Tétar-Zan, basato su una sceneggiatura di Lortac (1951 L'Épatant).
- Bamboula, Bouclette et Viviane. Tre serie di album pubblicati con l'editore Rouff  (1952 - 1960)[23][17]